# Anhelita
Anhelita es un género de coleópteros de la familia Anthribidae.

## Especies
Contiene las siguientes especies:
- Anhelita aphanes Wolfrum, 1959
- Anhelita brevipes Wolfrum, 1961
- Anhelita distans Wolfrum, 1959
- Anhelita lineata Jordan, 1895
- Anhelita unicarinata Wolfrum, 1959